# Micranthemum tweedei
Micranthemum tweedei är en tvåhjärtbladig växtart som beskrevs av George Bentham. Micranthemum tweedei ingår i släktet Micranthemum och familjen Linderniaceae. Inga underarter finns listade i Catalogue of Life.